# HD181240
HD181240 — хімічно пекулярна зоря спектрального класу A5, що має видиму зоряну величину в смузі V приблизно  5,6.
Вона  розташована на відстані близько 186,2 світлових років від Сонця.

## Фізичні характеристики
Зоря HD181240 обертається 
досить швидко 
навколо своєї осі. Проєкція її екваторіальної швидкості на промінь зору становить  Vsin(i)= 77км/сек.